# Фанні Ардан
Фанні́ Арда́н (фр. Fanny Ardant; 22 березня 1949, Сомюр, Франція) — французька акторка, режисерка, сценаристка, нараторка аудіокниг. Лауреатка премії Сезар.

## Біографія

### Ранні роки
Ардан народилася у Сомюрі у провінції Мен і Луара у родині військового. Дитинство вона провела у Монако. З віку 17 років вона перебралася до Екс-ан-Прованс де навчалася в Інституті політичних наук у Екс-ан-прованс. У середині сімдесятих вона почала зніматися в кіно.

### Акторська кар'єра
На початку восьмидесятих років отримала популярність завдяки співпраці з Жераром Депардьє у фільмі Сусідка. Ця робота Франсуа Трюффо принесла Ардан першу номінацію на кінопремію Сезар як найкраща акторка. Згодом вона вдруге номінувалася на ту ж премію за фільм Скоріше б неділя! Пізніше вона стала дружиною Трюффо, від шлюбу з яким у них народилася донька.
Завдяки своїй акторській гнучкості, за комедійну роль у фільмі Ліва педаль у 1997 році вона отримала премію Сезар за найкращу акторську роботу.
Розмовляючи англійською та італійською мовами Ардан знімалася у голлівудських та британських фільмах. Найвідоміший англомовний фільм за її участю — фільм Франко Дзефіреллі «Каллас назавжди», присвячений знаменитій оперній діві Марії Каллас.
У 2003 році вона отримала нагороду Станіславського на Московському кінофестивалі за дотримання принципів Станіславського протягом своєї акторської кар'єри.

## Фільмографія
- Les chiens (1979)
- Les Uns et les Autres (1981)
- 1981: Сусідка / The Woman Next Door
- Desiderio (1983)
- Confidentially Yours (1983)
- Benvenuta (1983)
- La vie est un roman (1983)
- L'amour à mort (1984)
- Swann in Love (1984)
- Next Summer (1986)
- 1986: «Мелодрама» / Mélo
- Conseil De Famille (1986)
- La Famiglia (1987)
- Love and Fear (1988)
- Australia (1989)
- Afraid of the Dark (1991)
- 1994: «Полковник Шабер» / Colonel Chabert
- 1995: «Сабріна» / Sabrina
- 1995: «Поза хмарами» / Al di là delle nuovole
- 1996: «Дезіре» / Désiré
- Pédale douce (1996)
- 1996 «Насмішка» / Ridicule
- La cena (1998)
- 1998: «Єлизавета» Elizabeth
- Augustin, roi du Kung-fu (1999)
- La débandade (1999)
- Balzac: A Life of Passion (1999)
- Le fils du français (1999)
- Sin noticias de Dios (2001)
- Change moi ma vie (2001)
- Le Libertin (2001)
- Sin noticias de Dios (2002)
- 2002: «8 жінок» 8 femmes
- 2002: (Каллас назавжди / Callas Forever (2002)
- 2003: «Наталі...» Nathalie…
- L'Odeur du sang (2004)
- El Año del diluvio (2004)
- Emeth (2006)
- 2006: «Париже, я люблю тебе» / Paris, je t'aime
- La chambre d'ami (2006)
- Bord Cadre (2006)
- Le Beau Monde (2006)
- Roman de gare (2007)
- L'Ora di Punta (2007)
- Hello Goodbye (2008)
- Il Divo (2008)
- The Secrets (2009)
- Обличчя/Visage (2009)
- Ashes and Blood (2009)
- You Never Left (2010)
- 2013: «Велика краса» / La grande bellezza
- 2015: «Шик!» / Chic!
- 2018: «Щоденник мого розуму» / Journal de ma tête
- 2019: «Прекрасна епоха» /La Belle Époque

## Номінації та нагороди

### Кінопремія Сезар
| Year | Клас             | Нагорода         | Фільм       | Результат |
| ---- | ---------------- | ---------------- | ----------- | --------- |
| 1997 | Кінопремія Сезар | Найкраща акторка | Ліва педаль | перемога  |

| Рік  | Клас             | Нагорода         | Фільм             | Результат |
| ---- | ---------------- | ---------------- | ----------------- | --------- |
| 1982 | Кінопремія Сезар | Найкраща акторка | Сусідка           | Номінація |
| 1984 | Кінопремія Сезар | Найкраща акторка | Скоріше б неділя! | номінація |
| 2002 | Кінопремія Сезар | найкраща акторка | 8 жінок           | Номінація |